# NGC 1206
NGC 1206 è una vasta e lontana galassia ellittica situata nella costellazione dell'Eridano, a una distanza di circa 495 milioni di anni luce dalla nostra Via Lattea.

## Scoperta
La galassia è stata scoperta nel 1886 dall'astronomo statunitense Francis Leavenworth.

## Descrizione
NGC 1206 è una galassia di campo, cioè una galassia che non appartiene ad alcun ammasso o gruppo di galassie ed è quindi gravitazionalmente isolata.